# 夏洛特·约特松
夏洛特·约特松（瑞典語：Charlotte Göthesson，1974年4月6日—），生于北雪平市镇，瑞典女子冰球运动员。她曾代表瑞典国家队参加1998年冬季奥林匹克运动会冰球比赛，获得第5名。